# 嵌体

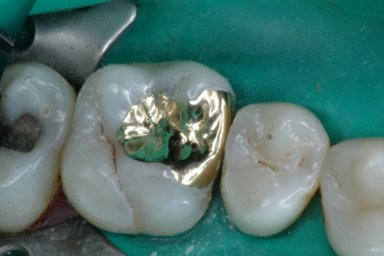
嵌体

嵌体（inlay）是一种嵌入牙体内部，用以恢复牙体缺损的形态和功能的修复体。

## 分类
- 按照材料分类：瓷嵌体；树脂嵌体；金属嵌体[1]
- 按照覆盖牙面分类：单面嵌体；双面嵌体；多面嵌体

## 嵌体的适应证
牙体预备后，剩余部分的牙体可以耐受功能状态下的各项應力不折裂，并能为嵌体提供足够的支持、固位和抗力。